# Saint-Aubin-en-Charollais
Saint-Aubin-en-Charollais település Franciaországban, Saône-et-Loire megyében. Lakosainak száma 493 fő (2022. január 1.). Saint-Aubin-en-Charollais Palinges, Baron, Champlecy, Grandvaux, Saint-Bonnet-de-Vieille-Vigne, Saint-Vincent-Bragny és Volesvres községekkel határos.

## Népesség
A település népessége az elmúlt években az alábbi módon változott:
| Lakosok száma | 489  | 489  | 500  | 472  | 469  | 467  | 469  | 481  | 493  |
|               | 2013 | 2015 | 2016 | 2017 | 2018 | 2019 | 2020 | 2021 | 2022 |